# ブリスベン総郵便局
ブリスベン総郵便局 (General Post Office, Brisbane 略称：GPO) はオーストラリア連邦ブリスベンのクイーンズストリート及びエリザベスストリートの間に位置する郵便局である。
GPOビルは1872年9月28日にオープンした。
GPO, Brisbaneのクイーンストリートを挟んだ向かいにある、Post Office Square ( 郵便局広場 ) は、1984年4月5日にオープンした。
Post Office Square ( 郵便局広場 )はピクニックにとても人気な公園となっている。